# Willkommen und Abschied
Willkommen und Abschied ist eines der Sesenheimer Lieder von Johann Wolfgang Goethe. Es zählt zu seinen berühmtesten Gedichten und erschien erstmals 1775 – noch unbetitelt – in Iris. Vierteljahresschrift für Frauenzimmer.
Goethe hat dieses Jugendgedicht aus seiner Sturm-und-Drang-Periode als gereifter Dichter mehrfach überarbeitet und dabei gewichtige Änderungen vorgenommen, wie zum Beispiel in der letzten Strophe, Vers 29, den Rollentausch. Die zweite Fassung erschien 1789 unter dem Titel Willkomm und Abschied. Erst die dritte Version trug dann 1810, die Überschrift Willkommen und Abschied, unter der das Gedicht seitdem bekannt ist.
Diese episch-lyrische Ballade wird der Sturm-und-Drang-Zeit der deutschen Dichtung zugerechnet. Der rasche Wechsel der Gefühle und Eindrücke, der ekstatische Schluss, sowie die für ein Liebesgedicht untypische balladeske Struktur rechtfertigen diese Zuordnung.

## Entstehung

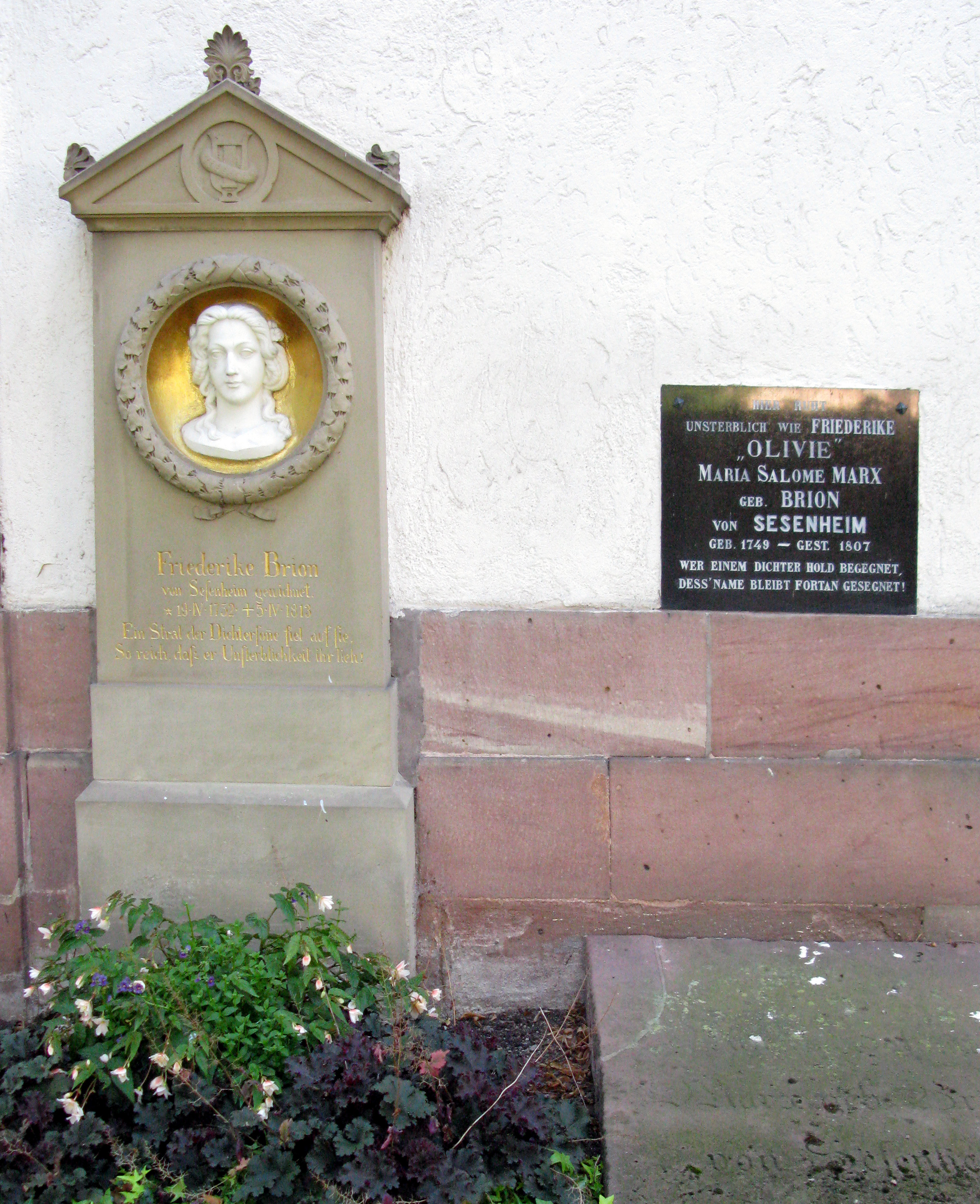
„Ein Stral der Dichtersonne fiel auf sie,
So reich, daß er Unsterblichkeit ihr lieh!“
Epitaph des Wiener Dichters Ludwig Eckardt auf dem Grabstein Friederike Brions in Meißenheim.

Goethes Buch Aus meinem Leben. Dichtung und Wahrheit kann man entnehmen, dass in Willkomm(en) und Abschied Autobiographisches, persönlich Erlebtes, verarbeitet ist. Goethe schrieb dieses balladeske Liebesgedicht wahrscheinlich schon im Frühling 1771, als er in Straßburg die Rechte studierte. Der rund zweiundzwanzigjährige Jura-Student Goethe unterhielt zu dieser Zeit eine leidenschaftliche Liebesbeziehung mit der Sesenheimer Pfarrerstochter Friedrike Brion:

„Ich war grenzenlos glücklich an Friedrikens Seite … Solchen Zerstreuungen und Heiterkeiten gab ich mich umso lieber und zwar bis zur Trunkenheit hin, als mich mein leidenschaftliches Verhältnis zu Friedriken nunmehr zu ängstigen anfing. Friedrike blieb sich immer gleich; sie schien nicht zu denken noch denken zu wollen, dass dieses Verhältnis sich so bald endigen könne. ... In solchem Drang und Verwirrung konnte ich doch nicht unterlassen, Friedriken noch einmal zu sehn. Es waren peinliche Tage, deren Erinnerung mir nicht geblieben ist.
Als ich ihr die Hand noch vom Pferde reichte, standen ihr die Tränen in den Augen, und mir war sehr übel zu Mute. [Hervorhebung durch den Autor]“

## Titel
Der Germanist Eckhardt Meyer-Krentler hat aufgezeigt, dass „Willkomm und Abschied“ zur Goethezeit ein feststehender Begriff im Strafvollzug war, welcher im Grimmschen Wörterbuch lexikalisiert ist:

„(Lemma): WILLKOMM, m., b) β dd) von den prügeln, die sträflingen bei ihrer einlieferung in das gefängnis verabreicht wurden: am liebsten sich (die verbrecher) da abfangen lieszen, wo eine miszverstandene humanität ihnen den willkomm und abschied ersparte Gutzkow werke 5, 383; vgl. auch Birlinger wb. z. volkstüml. aus Schwaben 93.“

Diese Redensart, „die dem Juristen Goethe selbstverständlich vertraut gewesen ist“, bezeichnete bei Gefängnisstrafen die Tracht Prügel, die der Delinquent bei der Einlieferung sowie bei der Entlassung erhielt, wohl um sich seinem Gedächtnis einzuschreiben und ihm das Wiederkommen zu verleiden.
Der Germanist Wulf Segebrecht interpretiert den Titel des Gedichtes unter diesem Gesichtspunkt der Bestrafung. Der Titel könnte:

„im Sinne eines selbstironischen Rückblicks verstanden werden, durch den die Liebesmühen und Liebesseufzer bis hin zu der Trennung der Liebenden aus der Distanz und voller Ironie als eine permanente Bestrafung angesehen werden. Ihr sind die Beteiligten ausgesetzt vom Augenblick des Eintritts in das Gefängnis der Liebe bis hin zur Entlassung aus diesem Gefängnis, dem Abschied.“

## Inhalt
In beiden Fassungen erzählt ein lyrisches Ich – im Präteritum –, wie es eines Abends mit Herzklopfen zu einem Treffen mit seiner Geliebten aufbricht. In aufgewühlter Stimmung beschreibt es die unheimliche, beängstigende  Naturlandschaft, durch die der Ritt führt. Doch das lyrische Ich selbst ist „fröhlichen Mutes“, erfüllt von „verzehrendem Feuer“ und „Glut“, voller Vorfreude auf das Willkommen bei der Geliebten (Verse 14–16).
In der dritten Strophe schlägt beim Anblick der Geliebten die bedrohliche Naturstimmung um. „Finsternis“ und „Nebelkleide“ (Verse 5–7) wandeln sich zu einem „rosenfarbenes Frühlingswetter“ (Vers 21).
Mit einer Evokation der Götter wird das zärtliche Zusammensein geschildert. Heißt es noch im Vers 20:
so bekennt das lyrische Ich im Vers 24, dass es die erhoffte Zärtlichkeit nicht verdient, denn es weiß, dass die Trennung bevorsteht.
Nach dem Willkommen, „welche Wonne“, dann der Abschied, „welcher Schmerz“! (Vers 28).
Das Gedicht endet in den Versen 31–32 mit zwei ekstatischen Ausrufen, die als Aphorismus Einzug in Zitatensammlungen gehalten haben, mit einem geflügelten Wort:

## Stil
Goethe verwendet erzählerische, dramatisierende und lyrische Sprachmittel, welche an die literarische Gattung der Ballade erinnern. Man findet:
- Personifikationen. Tote Naturerscheinungen werden belebt: „die Eiche, ein aufgetürmter Riese“ (05/06); „Finsternis sah aus dem Gesträuche mit hundert schwarzen Augen“ (07 –08); „der Mond, schien/sah schläfrig/kläglich aus dem Dunst hervor“ (09 –10). Das lyrische Ich fühlt sich beobachtet.

- Emotionale Sprachelemente: „verzehrend Feuer“ (15), „Glut“ (16), „süßer Blick“ (18), „liebliches Gesicht“;

- Antithesen Ausrufe wie welche Wonne, welcher Schmerz (antithetisch)

- Euphemismus: „mit nassem Blick“ (30) statt ‘weinend’.

- Synästhesie: „Der Mond ... sah aus dem Duft hervor“. Visuelle und olfaktorische Sinnesebenen vermischen sich.

## Form
Das Gedicht umfasst vier Strophen mit jeweils acht Versen, also vier Oktette.
Es ist durchgehend in Kreuzreimen gehalten.
Das Metrum ist ein jambischer Vierheber:
| x &nbsp; &nbsp; &nbsp; &nbsp; x́ &nbsp;| x      x́    ||&nbsp; x &nbsp; &nbsp;&nbsp; &nbsp;&nbsp; x́  &nbsp; &nbsp;|  x     x́ |x

„Mir schlug das Herz; geschwind, zu Pferde!“ – (Der erste Vers endet auf eine unbetonte Silbe, auf eine weibliche Kadenz).
Weibliche und männliche Kadenzen wechseln einander ab.
In dem Gedicht werden Enjambement verwendet:
| x &nbsp; &nbsp; x́ |   x       x́ |   x     x́ | x   x́ | x

„Ich sah dich, und die milde Freude“↲

| &nbsp; &nbsp; '''x́''' &nbsp; &nbsp; x́ |   x     x́ | x     x́   |   x     x́ |

↳„Floß aus dem süßen Blick auf mich;“
Diese Formelemente rufen beim Leser/Hörer verschiedene Effekte hervor. Zum Beispiel imitiert der vierhebige Jambus mit seinen abwechselnden Kadenzen in den ersten beiden Strophen das Getrappel der Hufe beim Ritt durch die Nacht.

## Vergleich der beiden Fassungen
Vor der erneuten Veröffentlichung des Gedichtes im achten Band seiner Schriften, 1789, hat der vierzigjährige Goethe sein Jugendgedicht überarbeitet. Er nahm dabei gewichtige Änderungen vor.
Er gab dem Poem einen Titel, „Willkomm und Abschied“. Im zweiten Vers ersetzte Goethe die kriegerische Metapher eines Helden, der in die Schlacht zieht, durch eine idiomatische Wendung, welche die Spontaneität des Aufbruchs betont: „Es war getan fast eh gedacht.“
Die wichtigsten Änderungen finden sich in der letzten Strophe. In Vers 25 wird eine Zeitangabe eingeführt: „mit der Morgensonne“ kommt der Abschied. Der Reiter hat eine Liebesnacht verbracht, womit sich das Gedicht in die trobadoreske Gattung der Alba einreiht: beim Morgengrauen (Okzitanisch alba) trennen sich heimlich Liebende.
Den gravierendste Eingriff in die Fassung von 1795 nimmt der inzwischen um rund zwanzig Jahre gealterte Goethe in der Trennungsszene vor (Verse 29/30). Es findet ein Rollentausch statt. In der Frühfassung des Gedichtes ist es die Geliebte, welche die Beziehung beendet, und der junge Mann bleibt mit Tränen zurück. In der Spätfassung ist es umgekehrt. Der Geliebte bricht mit der Geliebten, welche mit „nassem Blick“ zurückbleibt.
Es stellt sich die Frage nach dem Grund dieser Überarbeitung. Der Germanist Klaus Weimar hält den Rollentausch geradezu für anstößig: „Ich wäre froh, wenn Goethe das unterlassen hätte“. Dem klassischen Goethe sei die Vorstellung von 1795, Friederike habe ihn verlassen und nicht umgekehrt, unerträglich geworden, „'unvereinbar mit der Würde eines Mannes'“.
Mit Wulf Segebrecht kann man jedoch dagegen argumentieren, denn „unehrlich wäre Goethes Umarbeitung nach autobiographischen Gesichtspunkten nicht, denn so hat sich die Liebesgeschichte zwischen Goethe und der Pfarrerstochter Friederike allem Anschein nach abgespielt.“ Segebrecht bezweifelt zudem, dass es die Absicht Goethes gewesen sei, den Ablauf seiner Sesenheimer Liebesgeschichte durch Überarbeitung seines Gedichtes zu überliefern.

## Text
Hier die Fassungen von 1775 und 1789 zum Vergleich:
Fassung 1775, ohne Titel

01 Mir schlug das Herz; geschwind, zu Pferde!

02 Und fort, wild wie ein Held zur Schlacht.

03 Der Abend wiegte schon die Erde,

04 Und an den Bergen hing die Nacht;

05 Schon stund im Nebelkleid die Eiche,

06 Ein aufgetürmter Riese, da,

07 Wo Finsternis aus dem Gesträuche

08 Mit hundert schwarzen Augen sah.

09 Der Mond von einem Wolkenhügel

10 Schien schläfrig aus dem Duft hervor,

11 Die Winde schwangen leise Flügel,

12 Umsausten schauerlich mein Ohr;

13 Die Nacht schuf tausend Ungeheuer,

14 Doch tausendfacher war mein Mut:

15 Mein Geist war ein verzehrend Feuer,

16 Mein ganzes Herz zerfloss in Glut.

17 Ich sah dich, und die milde Freude

18 Floß aus dem süßen Blick auf mich;

19 Ganz war mein Herz an deiner Seite

20 Und jeder Atemzug für dich.

21 Ein rosenfarbes Frühlingswetter

22 Lag auf dem lieblichen Gesicht,

23 Und Zärtlichkeit für mich, ihr Götter!

24 Ich hofft es, ich verdient es nicht!

25 Der Abschied, wie bedrängt, wie trübe!

26 Aus deinen Blicken sprach dein Herz.

27 In deinen Küssen welche Liebe,

28 Welche Wonne, welcher Schmerz!

29 Du gingst, ich stund und sah zur Erden,

30 Und sah dir nach mit nassem Blick:

31 Und doch, welch Glück, geliebt zu werden!

32 Und lieben, Götter, welch ein Glück!
Fassung 1789, Willkomm und Abschied
Es schlug mein Herz, geschwind zu Pferde!

Es war getan fast eh gedacht.

Der Abend wiegte schon die Erde,

Und an den Bergen hing die Nacht;

Schon stand im Nebelkleid die Eiche,

Ein aufgetürmter Riese, da,

Wo Finsternis aus dem Gesträuche

Mit hundert schwarzen Augen sah.

Der Mond von einem Wolkenhügel

Sah kläglich aus dem Duft hervor,

Die Winde schwangen leise Flügel,

Umsausten schauerlich mein Ohr;

Die Nacht schuf tausend Ungeheuer,

Doch frisch und fröhlich war mein Mut:

In meinen Adern welches Feuer!

In meinem Herzen welche Glut!

Dich sah ich, und die milde Freude

Floß von dem süßen Blick auf mich;

Ganz war mein Herz an deiner Seite

Und jeder Atemzug für dich.

Ein rosenfarbnes Frühlingswetter

Umgab das liebliche Gesicht,

Und Zärtlichkeit für mich – ihr Götter!

Ich hofft es, ich verdient es nicht!

Doch ach, schon mit der Morgensonne

Verengt der Abschied mir das Herz:

In deinen Küssen welche Wonne!

In deinem Auge welcher Schmerz!

Ich ging, du standst und sahst zur Erden,

Und sahst mir nach mit nassem Blick:

Und doch, welch Glück! geliebt zu werden!

Und lieben, Götter, welch ein Glück!

## In Musik und Film

### Vertonungen
Vertonungen als Kunstlied für Singstimme und Klavier schufen u. a. Johann Friedrich Reichardt (1794), Franz Schubert (D 767; 1822), Hans Pfitzner (op. 29,3; 1922) und Winfried Zillig (1944).

### Im Film
In dem deutschen Spielfilm Goethe! des Regisseurs Philipp Stölzl aus dem Jahr 2010 rezitiert der Schauspieler Alexander Fehling als  Johann Goethe einige Verse aus der ersten und dritten Strophe von Willkommen und Abschied, die Lotte Buff, gespielt von Miriam Stein, als Liebeserklärung auffasst.
Diese Filmfiktion weicht allerdings von der Realität ab, indem sie Willkommen und Abschied, das Goethe während seiner Beziehung mit Friederike Brion gedichtet hat, in die Entstehungszeit der  Leiden des jungen Werthers verlegt, als Goethe eine Beziehung mit Charlotte Buff unterhielt.

## Primärliteratur
- Fassung von 1775, in: Iris. Vierteljahresschrift für Frauenzimmer, 2. Band 1775, Seiten 244/245
- Fassung von 1789, in: Goethe's Schriften. Achter Band. Leipzig, bey Georg Joachim Göschen 1789, S. Seiten 115/116

## Sekundärliteratur
- Marcel Brion: Und jeder Atemzug für dich. Goethe und die Liebe, Verlag Paul Zsolnay, Wien 1982, ISBN 3-552-03407-2.
- Dirk Ippen (Hrsg.): Jeder Atemzug für dich. Die 100 beliebtesten deutschen Liebesgedichte, Beck Verlag, 2. Edition 2007, ISBN 978-3-406-50352-8
- Eckhardt Meyer-Krentler: Willkomm und Abschied. – Herzschlag und Peitschenhieb. Goethe – Mörike – Heine, Wilhelm Fink Verlag, München 1987, ISBN 978-3-7705-2433-4.
- Helmut Koopmann: Willkomm und Abschied: Goethe und Friederike Brion. C.H.Beck 2014, ISBN 978-3-406-65998-0.
- Peter Michelsen: Willkomm und Abschied: Beobachtungen und Überlegungen zu einem Gedicht des jungen Goethe. In: Sprachkunst 4, 1973, Seiten 6–20.
- Wulf Segebrecht: Wie Goethe seine schönsten Jugendgedichte behandelte. In: Revista de Filología Alemana 8/2000, S. 81–93.[2]
- Klaus Weimar: Mir schlug das Herz, in: Goethes Gedichte 1769–1775. Interpretationen zu einem Anfang, Schöningh, Paderborn 1982, S. 21–31, ISBN 3-506-75049-6, Internet Archive.